# We Feed the World
Pour plus de détails, voir Fiche technique et Distribution.
We Feed the World (sous-titré Le Marché de la faim) est un film documentaire autrichien réalisé par Erwin Wagenhofer sorti en 2005. Le réalisateur s'est inspiré du livre de Jean Ziegler, L'Empire de la honte.

## Synopsis
Avec We Feed the World, le documentariste Erwin Wagenhofer propose aux spectateurs un regard sur l'agriculture mondiale moderne. En passant par la Roumanie, l'Autriche, le Brésil, la France et l'Espagne, son enquête se focalise sur la manière dont est fabriqué ce qui arrive dans notre assiette. Il montre que la domination du Nord sur le Sud est prégnante. Comment est-il possible qu'en Afrique l'on achète des produits européens ou asiatiques comme le poulet thaïlandais ? Le réalisateur présente une face peu connue de la mondialisation : en achetant un poulet industriel, on contribue au défrichement de l'Amazonie car le Brésil déforeste pour cultiver le soja qui sert à nourrir les volailles élevées en batterie (90 % de la production de soja du Brésil est exportée). Le documentaire souligne également la différence entre industrie agroalimentaire et petite exploitation. We Feed the World adopte un style « coup de poing » visant à éveiller les consciences.
Le film se déroule dans les plaines agricoles d'Autriche, à Concarneau en France, à Almeria en Espagne, à Brăila en Roumanie, dans le Mato Grosso et s'achève par une interview du PD-G de Nestlé, Peter Brabeck-Letmathe.

## Fiche technique
- Titre original : We Feed the World
- Sous-titre : Le Marché de la faim (France)
- Réalisation : Erwin Wagenhofer
- Scénario : Erwin Wagenhofer
- Photographie : Erwin Wagenhofer
- Montage : Erwin Wagenhofer
- Sociétés de distribution : Zootrope Films (France, salles) ; Cinema Delicatessen (Pays-Bas) ; Frenetic Films (Suisse) ; Éditions Montparnasse (France, DVD et VOD)
- Pays de production :  Autriche
- Genre : film documentaire
- Durée : 96 min
- Tout public

## Présentation

### Origine du projet
L’idée de faire ce film est venue à Erwin Wagenhofer lors du tournage d’un autre projet qui s’appelait Opération Figurini, pour lequel il devait filmer certaines séquences sur les marchés de Vienne. Au moment d’écrire le scénario, il a dû arpenter de long en large les marchés de la ville et s’est alors demandé : « Quelle est la chose la plus intéressante dans ces marchés ? » La réponse qu’il en tira fut : les produits eux-mêmes et d’où ils venaient. Il eut alors l’idée de faire débuter le film sur le marché le plus célèbre de Vienne, le Naschmarkt, et de regarder ce qui se passait derrière le miroir. À ce moment-là, il s’est focalisé sur l’idée de connexion, c'est-à-dire le trajet que parcourent les produits de leur point de départ à leur arrivée. C’est comme cela que se sont imposés le sujet et l’approche du film.

### Quelques chiffres
- Sur 100 personnes qui ont faim, 80 sont des ruraux et 20 vivent en ville.
- La Terre compte 7 milliards d’habitants. Elle peut en nourrir 12 milliards.
- Chaque jour, 17 000 enfants de moins de 5 ans meurent de maladies liées à la malnutrition.
- En 40 ans, le cours du riz a chuté de 40 %.
- Plus de 2,5 millions de Français ont recours à l’aide alimentaire.

Source : rapport à l'ONU de Jean Ziegler

## Sortie et accueil

### Diffusion dans le monde
| Pays      | Date              | Contexte                           |
| --------- | ----------------- | ---------------------------------- |
| Canada    | 10 septembre 2005 | (Toronto Film Festival)            |
| Autriche  | 30 septembre 2005 |                                    |
| Suisse    | 9 février 2006    | (partie germanophone)              |
| Allemagne | 27 avril 2006     |                                    |
| Pays-Bas  | 9 novembre 2006   | (Amsterdam)                        |
| Norvège   | 23 novembre 2006  | (Oslo International Film Festival) |
| Belgique  | 14 mars 2007      |                                    |
| France    | 25 avril 2007     |                                    |

### Box-office
| Entrées | Copies |
| ------- | ------ |
| 138 578 | 60     |

Cumul total France (projections festivalières et non décomptées par le CNC comprises) : 180 000 entrées

## Distinctions

### Récompense
- 2006 : Meilleur documentaire au Guild of German Art House Cinemas.